# Buchwaldt
Buchwaldt (Buchwald, błędnie Straszyński) – niemiecki herb szlachecki, używany przez rodzinę wywodzącą się z Holsztynu, herb własny rodziny Buchwaldtów, błędnie przypisywany rodzinie Straszyńskich.

## Opis herbu
Buchwaldt: Na tarczy dzielonej w pas, srebrno-czerwonej, głowa niedźwiedzia czarna, w koronie złotej. Klejnot: nad hełmem bez korony głowa niedźwiedzia jak w godle. Labry: z prawej czarne, z lewej czerwone, podbite srebrem.
Straszyński I (nazwa ukuta przez Ostrowskiego, błędna): W polu srebrnym głowa niedźwiedzia czarna w koronie złotej. Klejnot: nad hełmem w koronie głowa niedźwiedzia jak w godle. Labry czarne, podbite srebrem.
Straszyński II (nazwa ukuta przez Ostrowskiego, błędna): Na tarczy dzielonej w pas, srebrno-czerwonej, głowa niedźwiedzia czarna. Klejnot: nad hełmem bez korony głowa niedźwiedzia jak w godle. Labry czarne, podbite srebrem.

## Najwcześniejsze wzmianki
Herb pochodzącej z Holsztynu starej rodziny rycerskiej i szlacheckiej. Herb ten (czy raczej jego odmiany opisane jako Straszyński I i Straszyński II) został błędnie przypisany przez Ostrowskiego rodzinie Straszyńskich z przydomkiem Buchwald, którzy w rzeczywistości używali herbu Lew I (vel Straszyński).

## Herbowni
von Buchwaldt (Buchwald). Błędnie także Straszyński.